# デカローグ
デカローグ （波：Dekalog, 英:The Decalogue） は、1989年から1990年にかけて製作されたポーランドのテレビドラマ・シリーズ。
クシシュトフ・キェシロフスキが監督を務め、キェシロフスキとクシシュトフ・ピエシェヴィッチが脚本を、音楽をズビグニエフ・プレイスネルが担当した。各1時間の全10話で構成され、聖書の十戒をモチーフにしている。現代のポーランドに住む人々が直面する道徳的・倫理的な問題が各話で扱われる。
本作はキェシロフスキの作品で最も称賛されており、「テレビ作品では最もドラマティックな作品」と言われている。第46回ヴェネツィア国際映画祭国際映画批評家連盟賞など国際的に多数の賞を受賞し、1990年代後半にはヨーロッパ以外でも公開された。スタンリー・キューブリック監督は1991年に出版した脚本の前書きで、本作への憧れに満ちた文章を執筆した。
日本では1996年にシネカノン配給で劇場公開され、2001年にアップリンクから、2005年に紀伊国屋書店から5枚組DVDボックスが発売された。

## 製作
15世紀の芸術作品で十戒のテーマをそれぞれ古代のシーンに描いたものがあり、本作はそれを現代に翻案して生まれた。キェシロフスキはその哲学的挑戦に興味を抱き、ポーランド社会の難題や初期には避けていた政治的問題も描くことにした。元々は10人の監督を雇う予定だったが、最終的にはキェシロフスキ自身で演出することが決定した。ただ、撮影監督は10話それぞれ異なる人物が起用された。例外として第3話と第9話はピョートル・ソボチンスキーによって撮影された。
各話は独立しているが、大半がワルシャワの公営団地という設定である。人物の何人かはお互いに知り合いである。キャストの多くは有名・無名の俳優で、多くが他のキェシロフスキの作品に出演している。いかにもキェシロフスキらしく、大半の物語のトーンはメランコリックであるが、最終話『ある希望に関する物語』は『トリコロール/白の愛』と同じくブラックコメディーである。

## テーマ
それぞれのタイトルは数字で表された。ロジャー・イーバートのDVD解説によると、キェシロフスキは「十戒に正確に即しているわけではなく、十戒に言及したことはない」とされている。

## エピソード
| エピソード                                      | キャスト                                                                       | 撮影監督                   |
| ----------------------------------------------- | ------------------------------------------------------------------------------ | -------------------------- |
| デカローグ 第1話 ある運命に関する物語           | アンリク・バラノウスキ ボイチェフ・クラタ マヤ・コモロフスカ                   | ヴィエシュタ・ズドロト     |
| デカローグ 第2話 ある選択に関する物語           | クリスティナ・ヤンダ アレクサンデル・バルディーニ オルギェルト・ウカシェビッチ | エドワルド・クウォシンスキ |
| デカローグ 第3話 あるクリスマスイヴに関する物語 | ダニエル・オルブリフスキー マリア・パクルニス ジョアン・チェプコスカ           | ピョートル・ソボチンスキー |
| デカローグ 第4話 ある父と娘に関する物語         | アドリアーナ・ビエジンスカ ヤヌーシュ・ガヨス アダム・ハヌスキエウィッツ       | クシシュトフ・パクルスキ   |
| デカローグ 第5話 ある殺人に関する物語           | ミロスラフ・バカ ヤン・テサシ クシシュトフ・グロビシュ                         | スワヴォミール・イジャック |
| デカローグ 第6話 ある愛に関する物語             | オラフ・ルバスゼンコ グラジナ・シャポフォスカ                                  | ヴィトルド・アダメク       |
| デカローグ 第7話 ある告白に関する物語           | アンナ・ポロニー マヤ・バレルコスカ カタリナ・ピオマルスキー                   | ダリウシュ・クッツ         |
| デカローグ 第8話 ある過去に関する物語           | テレサ・マシェスカ マリア・コシャルスカ                                        | アンジェイ・ヤロシェヴィチ |
| デカローグ 第9話 ある孤独に関する物語           | エワ・ブラシュスク ピオトル・マチャリカ ヤン・ヤンコフスキ                     | ピョートル・ソボチンスキー |
| デカローグ 第10話 ある希望に関する物語          | イェジー・シュトゥール ズビグニェフ・ザマホフスキ                              | ヤセット・ブラヴト         |

名前のない人物はアルテュル・バルシスにより演じられ、超自然的な存在として描かれている。7話と10話を除く全ての回に登場しており、鍵となる瞬間に主人公を観察し、手出しせずに自由に行動させる。
| エピソード | アルテュル・バルシスが演じた役柄         |
| ---------- | ---------------------------------------- |
| 第1話      | 湖のそばで焚き木にあたっているホームレス |
| 第2話      | 病院の用務員                             |
| 第3話      | 車掌                                     |
| 第4話      | ボートをこぐ男                           |
| 第5話      | ハシゴを担ぐ工事作業員                   |
| 第6話      | 食品袋を持つ男                           |
| 第7話      | 出番なし                                 |
| 第8話      | 大学の学生                               |
| 第9話      | 自転車を漕ぐ男                           |
| 第10話     | 出番なし                                 |

いくつかの話で牛乳が記号として使われている。
| エピソード | 牛乳の登場シーン                                                                         |
| ---------- | ---------------------------------------------------------------------------------------- |
| 第1話      | 牛乳が酸っぱい                                                                           |
| 第2話      | 医者が常に牛乳を持ち歩く                                                                 |
| 第4話      | ミカルは最後に牛乳を買いに行く                                                           |
| 第6話      | トメクが牛乳を運び、マグダがそれをひっくりかえす                                         |
| 第7話      | エヴァはアニアを母乳で育てようとし、ヴォジェクはマイカに「アニアには牛乳が必要だ」と説く |
| 第9話      | 子供らが遊ぶのを見ながらロマンは牛乳を注ぐ                                               |

## 批評
本作はスタンリー・キューブリックなどに称賛された。ロジャー・イーバートやロバート・フルフォードなどの映画批評家も称賛した。
Rotten Tomatoesでは40のレビューがあり、評価は平均が100％である。

## 映画版
キェシロフスキは映画版の方がポーランド国外で配給しやすいとのプロデューサーからの依頼に従い、本作の第5話と第6話を劇場公開用に再編集し、1988年に『殺人に関する短いフィルム』と『愛に関する短いフィルム』を製作した。テレビシリーズと同じキャストで、脚本をわずかに変更している。前者は第41回カンヌ国際映画祭カンヌ国際映画祭 審査員賞や第1回ヨーロッパ映画賞作品賞などを受賞した。